# Peiro
Peiro est une ville fantôme, du comté de Woodbury en Iowa, aux États-Unis.
Les bureaux de la poste sont en service de 1877 à 1904.

## Source de la traduction
- (en) Cet article est partiellement ou en totalité issu de l’article de Wikipédia en anglais intitulé « Peiro, Iowa » (voir la liste des auteurs).